# Nota
Nota (lat. nota= znamenje) je znamenje za ton. Različno trajanje tonov označujejo različne oblike (vrste) not. Nota ima glavico (prazno ali polno), vrat in zastavico. Izhodišče je nota celinka ali krajše celinka. Ta relativno označuje najdaljši ton. Iz celinke so po delitvah izpeljane druge notne vrednosti; imena imajo po številki v ulomku.
Dolžine not označujemo z oblikami, ki se imenujejo:
- celinka (1),
- polovinka (1/2),
- četrtinka (1/4),
- osminka (1/8),
- šestnajstinka (1/16),
- dvaintridesetinka (1/32),
- štiriinšestdesetinka (1/64),
- stoosemindvajsetinka (1/128).

Note označujejo le relativno trajanje tonov - absolutno trajanje tonov je odvisno še od tempa (hitrosti) in taktovskega načina.

## Imena not v basovskem in violinskem ključu in oktavne vrste
Imena tonov vseh oktavnih vrst nam pregledno kaže naslednji primer v basovskem in violinskem ključu:
Zaradi preglednosti so razvrščeni toni  vsake oktavne vrste v skupine od c do c. Po obsegu je to oktava.
Po legi tonov dobi vsaka oktava ali oktavna vrsta svoje ime. Vrsta najnižjih tonov tvori najnižjo (spodnjo) subkontra oktavo, sledi ji kontra, velika, mala, enkrat, dvakrat, trikrat, štirikrat in 
petkrat črtana oktava.
Tone subkontra, kontra in velike oktave pišemo z velikimi, tone ostalih oktav pa z malimi črkami.
V vsaki oktavni vrsti dobe posamezna tonska imena še posebne označbe. Glej zgornja notna primera.